# German Masters
German Masters – profesjonalny, rankingowy turniej snookerowy rozgrywany w Niemczech.

## Historia turnieju
Po raz pierwszy został rozegrany w sezonie 1995/1996, wtedy jeszcze jako German Open. Pierwszym historycznym zwycięzcą został John Higgins, który pokonał w finale Kena Doherty'ego. Ówczesny German Open został rozegrany tylko trzykrotnie, gdyż po sezonie 1997/1998 stracił status turnieju rankingowego.
Turniej próbowano utrzymać przy życiu i w sezonie 1998/1999 zawody odbyły się, ale już jako nierankingowe i pod nazwą German Masters. Był to łabędzi śpiew tego turnieju, ponieważ był to pierwszy i ostatni raz (aż do roku 2011), gdy został rozegrany.
Jego reaktywacja została ogłoszona w roku 2010, a sam turniej wpisano do kalendarza turniejów rankingowych na sezon 2010/2011.

## Zwycięzcy finałów
| Rok                            | Zwycięzca                | Przeciwnik               | Wynik                    | Sezon                    |
| German Open (rankingowy)       | German Open (rankingowy) | German Open (rankingowy) | German Open (rankingowy) | German Open (rankingowy) |
| ------------------------------ | ------------------------ | ------------------------ | ------------------------ | ------------------------ |
| 1995                           | John Higgins             | Ken Doherty              | 9–3                      | 1995/96                  |
| 1996                           | Ronnie O’Sullivan        | Alain Robidoux           | 9–7                      | 1996/97                  |
| 1997                           | John Higgins             | John Parrott             | 9–4                      | 1997/98                  |
| German Masters (nierankingowy) |                          |                          |                          |                          |
| 1998                           | John Parrott             | Mark J. Williams         | 6–4                      | 1998/99                  |
| German Masters (rankingowy)    |                          |                          |                          |                          |
| 2011                           | Mark J. Williams         | Mark Selby               | 9–7                      | 2010/11                  |
| 2012                           | Ronnie O’Sullivan        | Stephen Maguire          | 9–7                      | 2011/12                  |
| 2013                           | Allister Carter          | Marco Fu                 | 9–6                      | 2012/13                  |
| 2014                           | Ding Junhui              | Judd Trump               | 9–5                      | 2013/14                  |
| 2015                           | Mark Selby               | Shaun Murphy             | 9–7                      | 2014/15                  |
| 2016                           | Martin Gould             | Luca Brecel              | 9–5                      | 2015/16                  |
| 2017                           | Anthony Hamilton         | Allister Carter          | 9–6                      | 2016/17                  |
| 2018                           | Mark J. Williams         | Graeme Dott              | 9–1                      | 2017/18                  |
| 2019                           | Kyren Wilson             | David Gilbert            | 9–7                      | 2018/19                  |
| 2020                           | Judd Trump               | Neil Robertson           | 9–6                      | 2019/20                  |
| 2021                           | Judd Trump               | Jack Lisowski            | 9–2                      | 2020/21                  |
| 2022                           | Zhao Xintong             | Yan Bingtao              | 9–0                      | 2021/22                  |
| 2023                           | Allister Carter          | Tom Ford                 | 10–3                     | 2022/23                  |
| 2024                           | Judd Trump               | Si Jiahui                | 10–5                     | 2023/24                  |
| 2025                           | Kyren Wilson             | Barry Hawkins            | 10–9                     | 2024/25                  |